# Leggiuno

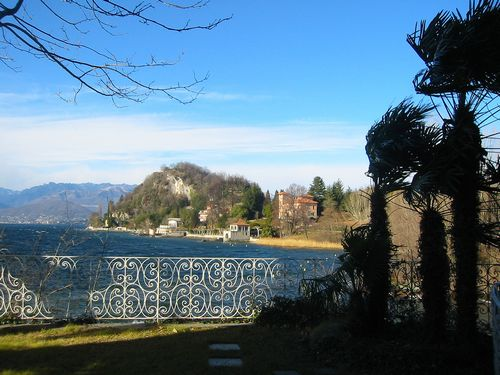
Arolo vom Sasso Moro geschaut

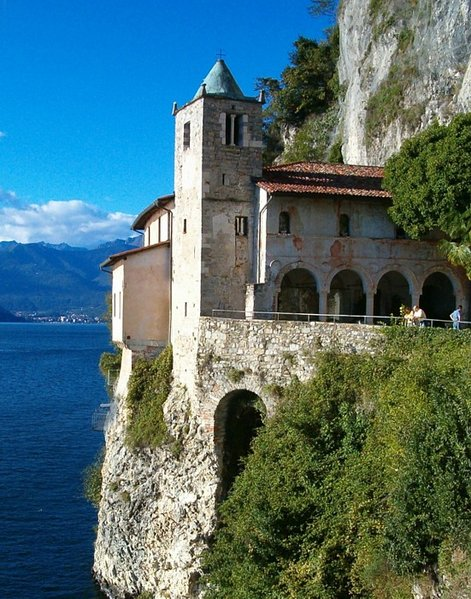
Kloster Santa Caterina del Sasso

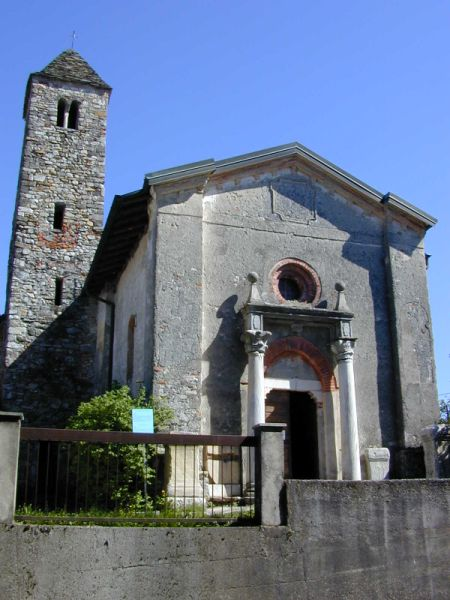
Kirche Santi Primo und Feliciano

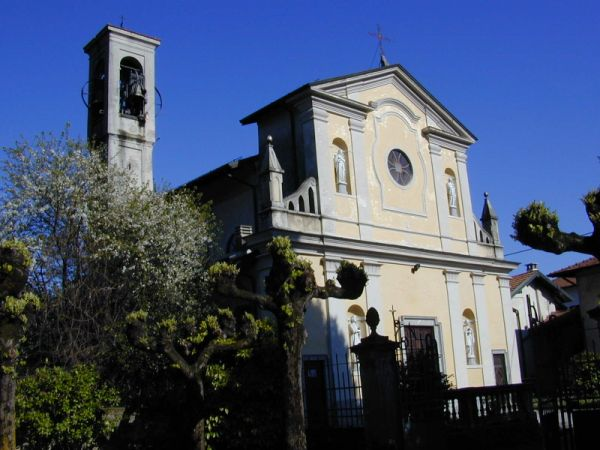
Kirche Karl Borromäus und Petrus von Verona im Ortsteil Arolo

Leggiuno (Varesino Dialekt Leggiün [ledʤùno]) ist eine italienische Gemeinde (comune) in der Provinz Varese in der Region Lombardei.

## Geographie
Die Gemeinde liegt etwa 18 Kilometer westnordwestlich von Varese; der Lago Maggiore trennt sie von der Provinz Verbano-Cusio-Ossola. Die Gemeinde Leggiuno liegt am Ostufer des Lago Maggiore zwischen Laveno-Mombello im Norden und Monvalle im Süden. Das Dorf Leggiuno selbst liegt rund 2 km vom See entfernt, wenig westlich des Monte Sangiano (532 m ü. M.), der einen markanten Punkt im Dorf darstellt. Die Gemeinde bedeckt eine Fläche von 13,19 km². Leggiuno umfasst in insgesamt 19 Fraktionen (italienisch frazioni) untergliedert: Arolo, Ballarate, Baraggia, Bosco, Casa Motta, Campagna, Cellina, Cobbione, Ghirate, La Gesiola, Marzaro, Mirasole, Quicchio, Reno, Roncaccio, Rozzoni, Santa Caterina del Sasso, Santa Maria und Sasso Moro. Das Flüsschen Rio Ballarate durchquert das Gemeindegebiet vom Nordosten bis zu seiner Mündung in den Lago Maggiore bei der Fraktion Arolo im Süden der Gemeinde. Die Nachbargemeinden sind Belgirate (VB), Besozzo, Caravate, Laveno-Mombello, Monvalle, Sangiano und Stresa (VB).

## Geschichte
Im Weiler Arolo brachten Archäologen 1964 einige Funde aus der Bronzezeit ans Licht. Unter diesen wurden insbesondere eine Brosche, ein Speer, ein Armband, ein Bronzedrehmoment und sogar der Stachel einer Stange gefunden, dank derer man davon ausgehen konnte, dass in der Zeit zwischen 2200 und 2000 vor Christus im Dorf ein Gräberfeld angelegt wurde. Für die Jahre der langobardischen Herrschaft war das einzige gesicherte Zeichen dieser Zeit ein rechteckiges Grab aus Dolomitgestein, das auf dem Monte Piaggio im Dorf Arolo gefunden wurde.
Leggiuno, ein Dorf an der Spitze einer Pfarrkirche, das in den Statuten der Straßen und Gewässer der Grafschaft Mailand von 1346 als Lezeduno erwähnt wird, war eine der Gemeinden, die zur Instandhaltung der Straße von Rho beitrugen (1346). In den Registern des Estimo (Grundbuch) des Herzogtums Mailand von 1558 und den nachfolgenden Aktualisierungen im 17. und 18. Jahrhundert war Leggiuno noch Vorsteher einer Pieve. Im Jahr 1751 wurde Leggiuno an den Grafen Pietro Besozzi belehnt, der dafür 126 Lire erhielt, einschließlich des Gehalts des Sammlers. Der Feudalrichter residierte an diesem Ort. Damals war es Carlo Perabò, auf dessen Strafbank der Konsul einen Eid ablegte und 5 Lire pro Jahr zahlte. Strafsachen von Personen, die dem Hauptrichter unterstellt waren, fielen in die Zuständigkeit des königlichen Richters mit Sitz in Varese.
1554 und 1630 traf die Pest das kleine Dorf Leggiuno und ein Großteil der Bewohner starb. Die Gemeinde wurde von drei Regenten vertreten, d. h. zwei Ratsmitgliedern und einem Bürgermeister, die von den auf dem öffentlichen Platz versammelten Wählern gewählt wurden und auf unbestimmte Zeit im Amt blieben, bis die Wähler etwas anderes beschlossen oder die gewählten Mitglieder darauf verzichteten. Die Regenten, die von der Zahlung persönlicher Steuern befreit waren, waren mit der Verwaltung der Gemeinde und der Überwachung der Verteilung der Ausschüttungen betraut. Der Kanzler, der ein Gehalt von 13 Lire bezog, residierte im Territorium und führte die Bücher der Gemeinde. Es gab etwa 400 Einwohner, sowohl sammelbare als auch nicht sammelbare.
Erst um die Mitte des 19. Jahrhunderts wurde die Gemeinde wieder zu einem wichtigen Zentrum und gehörte bis 1927 zum Bezirk Varese, damals in der Provinz Como gelegen. Der Bezirk Varese wurde 1927 im Zuge der vom faschistischen Regime gewünschten Reorganisation der Staatsstruktur abgeschafft, und Leggiuno wurde damit in die neu gegründete Provinz Varese aufgenommen.

## Bevölkerung
| Bevölkerungsentwicklung | Bevölkerungsentwicklung | Bevölkerungsentwicklung | Bevölkerungsentwicklung | Bevölkerungsentwicklung | Bevölkerungsentwicklung | Bevölkerungsentwicklung | Bevölkerungsentwicklung | Bevölkerungsentwicklung | Bevölkerungsentwicklung | Bevölkerungsentwicklung | Bevölkerungsentwicklung | Bevölkerungsentwicklung | Bevölkerungsentwicklung | Bevölkerungsentwicklung |
| ----------------------- | ----------------------- | ----------------------- | ----------------------- | ----------------------- | ----------------------- | ----------------------- | ----------------------- | ----------------------- | ----------------------- | ----------------------- | ----------------------- | ----------------------- | ----------------------- | ----------------------- |
| Jahr                    | 1751                    | 1805                    | 1809                    | 1853                    | 1861                    | 1881                    | 1901                    | 1921                    | 1951                    | 1971                    | 1991                    | 2001                    | 2016                    | 2021                    |
| Einwohner               | 400                     | 375                     | *1598                   | 580                     | 726                     | 842                     | 860                     | 958                     | 1951                    | 2817                    | 2878                    | 2863                    | 3820                    | 3680                    |

- 1809 Fusion mit Arolo, Bosco Ballarate, Celina, Monvalle und San Giano nel 1809
- 1812 Fusion mit Cerro und Mombello

## Sehenswürdigkeiten
- Die Pfarrkirche Santo Stefano wurde im 19. Jahrhundert grundlegend renoviert und erweitert und im Sommer 1894 durch den damaligen Bischof von Pavia, Monsignore Agostino Gaetano Riboldi, eingeweiht. Die Arbeiten betrafen auch den Glockenturm, der auf dem früheren romanischen Turm errichtet wurde.
- Die Kirche von Arolo hingegen wurde im 16. Jahrhundert erbaut und den Heiligen Karl Borromäus und Petrus von Verona geweiht; sie beherbergt eine Orgel aus der Mitte des 19. Jahrhunderts, ein Werk von Fortunato Ossola, einem Handwerker aus Gropello Cairoli.
- Zu den weiteren Sakralbauten gehört die Einsiedelei Santa Caterina del Sasso, die auf einem Felsen über dem See errichtet wurde. Besonders bemerkenswert sind der Saal des ehemaligen Refektoriums der Mönche, die mittelalterlichen Kapellen Beato Alberto Besozzi, Santa Maria Nova, Santa Caterina und San Nicolao, die früher getrennt waren und Ende des 16. Jahrhunderts zu einer schönen Kirche vereinigt wurden.
- Die Kirche der Heiligen Primo und Feliciano geht auf das 10. Jahrhundert zurück. Jahrhundert auf Initiative des Franken Eremberto auf einer bereits bestehenden heidnischen Kirche erbaut und ursprünglich dem heiligen Bischof Siro geweiht, wurden 846 die Reliquien der Märtyrer Primo und Feliciano als Geschenk des Papstes während einer Pilgerreise nach Rom in die Kirche übertragen. Die Kirche erhielt dann den Namen der beiden Märtyrer und wurde in den folgenden Jahrhunderten in ihrer heutigen romanischen Form umgebaut. Das Gebäude, dem ein kleiner Friedhof mit römischen Altären und Inschriften aus dem frühen Mittelalter vorgelagert ist, hat eine Giebelfassade mit einem Portal und wiederhergestellten Säulen mit Kapitellen aus der alten Kirche; der zentrale, mit Ziegeln verkleidete Rundbogen stammt aus dem 14. Der Glockenturm, dessen sorgfältiges Mauerwerk gut erhalten ist, stammt aus dem 11. Das Innere der Kirche ist rechteckig, mit einem gotischen Saal, der von einem doppelten Kreuzgewölbe mit Rippen bedeckt ist. Der Umriss scheint der der ersten frühmittelalterlichen Kirche zu sein.

## Verkehr
Der Bahnhof von Leggiuno und der Nachbargemeinde Monvalle liegt an der Bahnstrecke Luino–Novara.

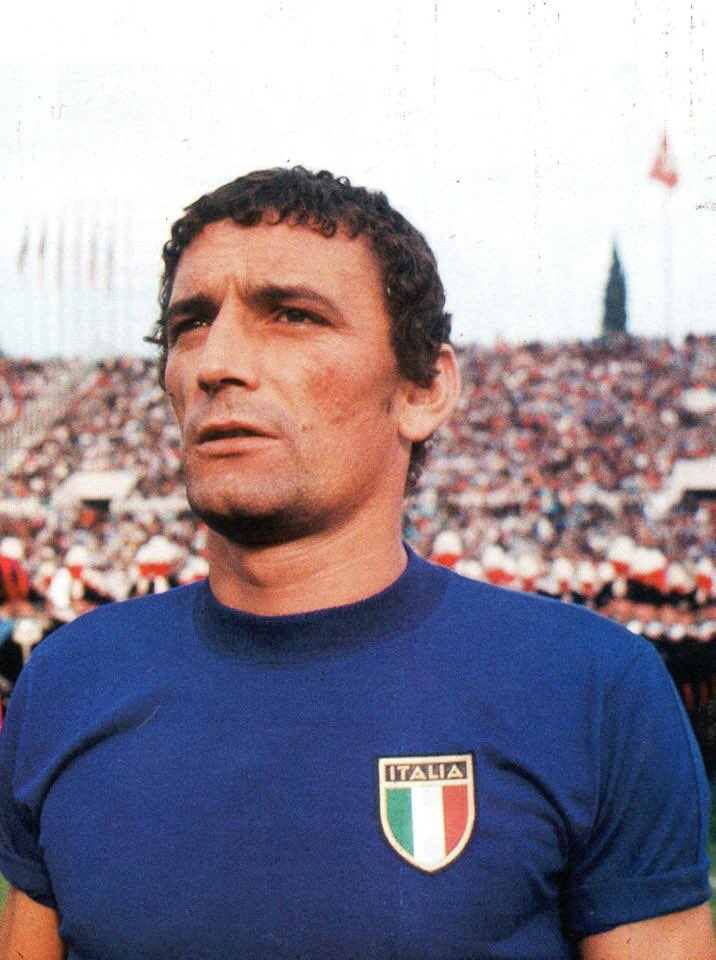
Luigi Riva

## Persönlichkeiten
- Luigi Riva (1944–2024), Fußballspieler
- Silvano Contini (* 1958), Radrennfahrer

## Einzelnachweise

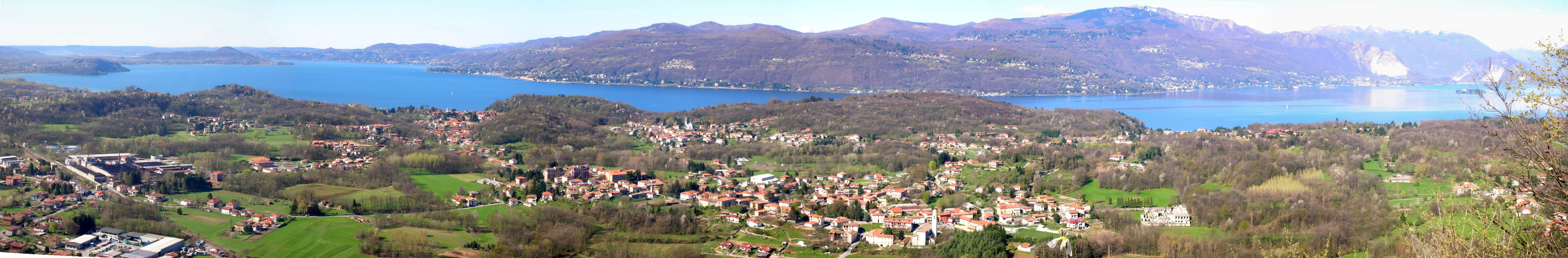
Panorama von Leggiuno